# Candida neomexicana
Candida neomexicana är en svampart som beskrevs av Kurtzman 2007. Candida neomexicana ingår i släktet Candida, ordningen Saccharomycetales, klassen Saccharomycetes, divisionen sporsäcksvampar och riket svampar.   Inga underarter finns listade i Catalogue of Life.